# Dacia Sport
Dacia Sport a intrat în producție în anul 1981, ca urmare a dezvăluirii prototipului Dacia Sport-Brașovia în anul 1979. Au fost produse două modele: Dacia Sport 1310 cu motor de 1289 cm³ și cu o putere de 54 CP și Dacia Sport 1410 cu motor de 1397 cm³ cu o putere de 65 CP.
Între anii 1981-1985 se produce modelul cu uși scurte, iar din 1986 și până în 1992 se produce modelul cu uși mai lungi. Începând cu anul 1983 ,se utilizează doar motorul de 1397 cmc 65 cp, iar din anul 1985, este disponibilă cutia de viteze în 5 trepte. Pe acest model a fost prezentat și un motor de 1580 cmc 84 cp cu axă cu came în chiulasa,precum și o variantă mai puternică de cca 100 cp, dar aceste motoare nu au ajuns în producția de serie. Au rămas doar cele de 1400 cmc și cel de 1557 cmc montat mai tîrziu pe Nova, ACESTA din urmă fiind pus pe modelele anului 1991-1992, dar putine modele.
Variantele de competiție erau echipate cu motoare turbo.
Pe baza acestui model, se mai fac câteva prototipuri precum:
- Dacia MD87  și  Dacia MD87 Evo cu faruri escamotabile, ambele având motorul poziționat central
- un prototip de Dacia Sport îmbinat cu Dacia Break
- un prototip Dacia Sport cu haion, un model unicat creat în anii '90 destinat competițiilor.

Modelul ajuns în vogă nu doar pentru tineretul acelor ani, ci mai ales pentru competițiile auto românești ale vremii (n.r. - ponderea Daciei Sport în campionatul național de raliuri ajunsese la aproape 20%) s-a produs în 5.500 de exemplare, în decursul unei perioade care abia a depășit un deceniu. Vânzările acestui model însă au fost scăzute, datorită prețului prea mare, a unor defecte de fabricație, a unor erori de fabricare ( spațiu interior insuficient, portbagaj inutilizabil).
Producția a fost oprită deoarece în anii 90 intrau pe piața românească diverse automobile sport la mâna a doua, iar Dacia era necompetitiva.